# Viš
Viš (cyr. Виш) – wieś w Czarnogórze, w gminie Danilovgrad. W 2011 roku liczyła 124 mieszkańców.